# Bram Bogaerts
Bram Bogaerts (31 oktober 1998) is een Belgisch basketballer.

## Carrière
Bogaerts speelde in de jeugd van St. Amandse BBC, Geranimo Bornem Basket en Aartselaar BBC voordat hij zich in 2014 aansloot bij Kangoeroes Mechelen. Hij maakte in 2016 zijn debuut bij de eerste ploeg, hij speelde 87 wedstrijden voor Mechelen gedurende vijf seizoenen. In 2021 maakte hij de overstap naar Liège Basket waarbij hij in zijn eerste seizoen 27 wedstrijden speelde.
Na het verdwijnen van Luik na het seizoen 2023/24 tekende hij bij Kortrijk Spurs. Hij werd aan het einde van het seizoen verkozen tot BNXT League Sixth Man of the Year, zijn ploeggenoot Leon Stergar was ook genomineerd.

## Erelijst
- BNXT League Sixth Man of the Year: 2025